# Dreispänner

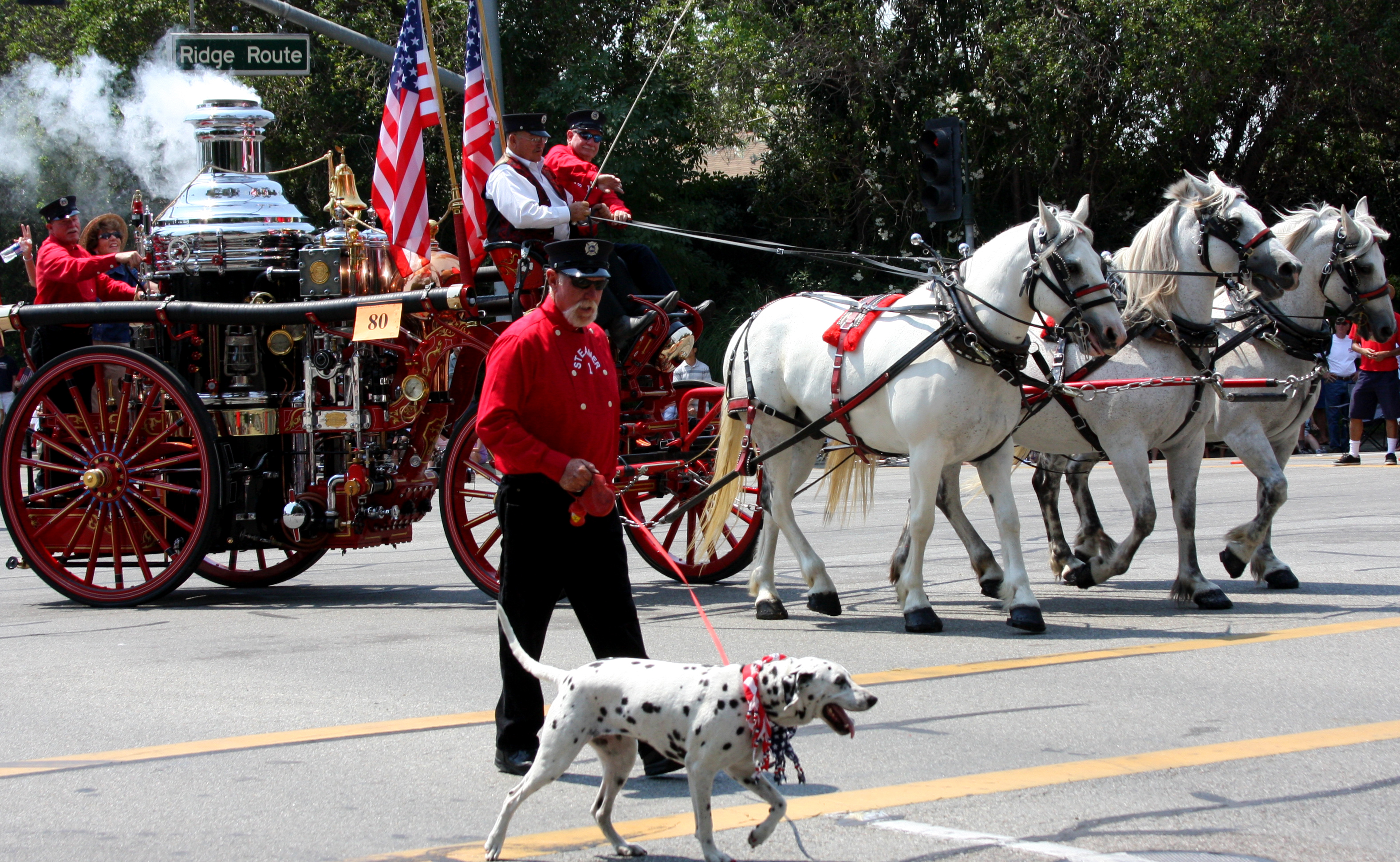
Historische Feuerspritze mit Dreispänner, Kalifornien, 2008

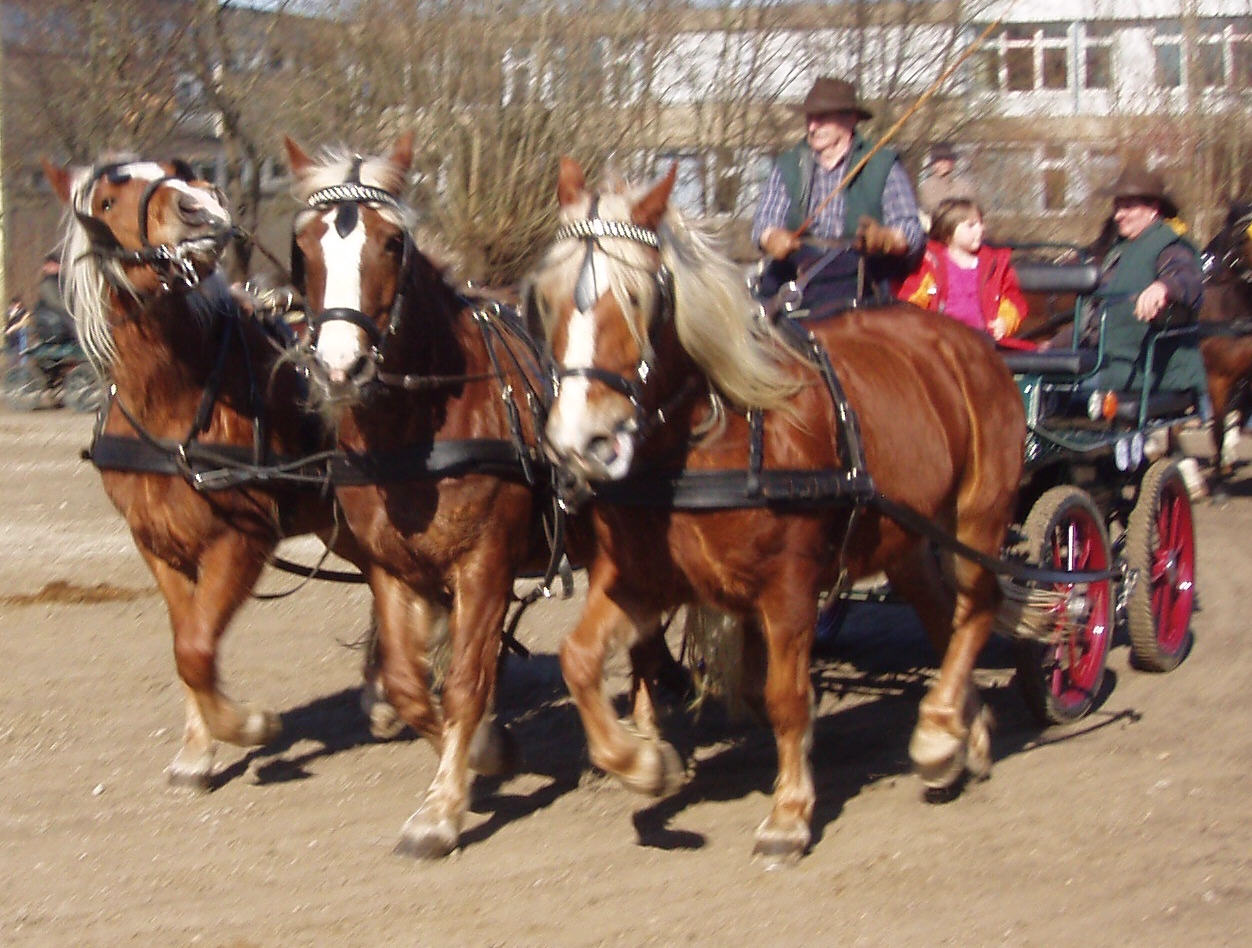
Schwarzwälder-Dreispänner

Als Dreispänner wird ein von drei nebeneinander gehenden Pferden oder anderen Zugtieren gezogenes Fuhrwerk bezeichnet, wobei das mittlere Pferd des Gespanns in einer Schere geht.
Schon in der Römerzeit wurden mit der Triga (aus dem Lateinischen) drei Pferde nebeneinander gefahren. Dabei ging ein Pferdepaar als Stangenpferde an der Deichsel und ein weiteres Pferd wurde asymmetrisch seitlich daneben gespannt.

## Anspannung
Beim Dreispänner gehen die Pferde nebeneinander und alle in derselben Gangart. Das mittlere Pferd läuft in der Einspännerschere, die Außenpferde werden an Ortscheite gespannt. Im Gegensatz zur Troika hat beim Dreispänner jedes der drei Pferde ein Leinenpaar. Oft werden jeweils die drei rechten Leinen und die drei linken Leinen durch Leinenführringe geführt und zusammengeschnallt.
Im Fahrsport ist der Dreispänner eine sehr seltene Anspannung. Zu sehen ist sie etwa in einigen Immenhof-Filmen, wo dreispännig mit Shetlandponys gefahren wird.

## Landwirtschaftliche Anspannung

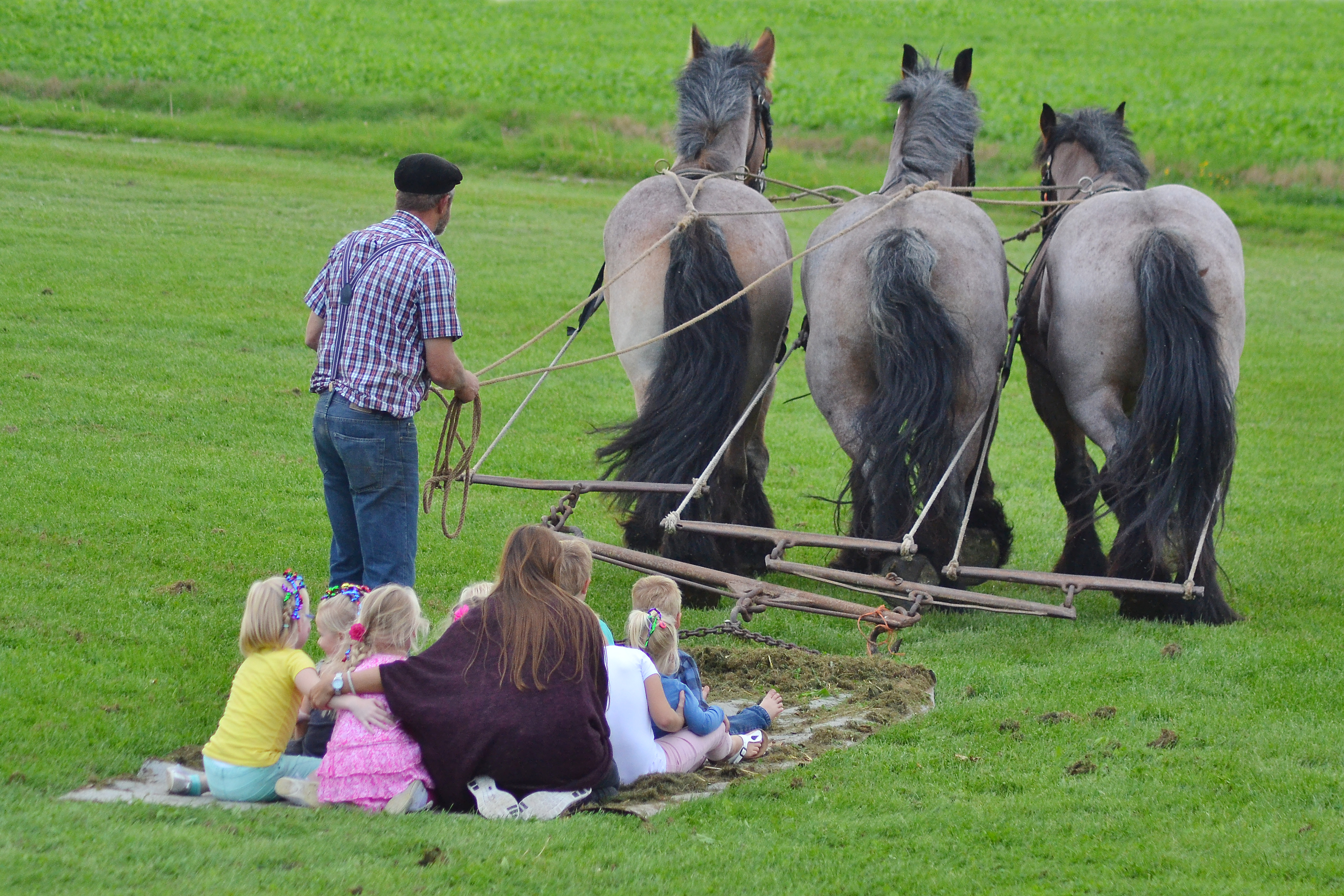
Wiesensurfen mit drei Pferden, Belgien, 2015

Vor allem im landwirtschaftlichen Bereich ist auch die Kombination von mehreren Ortscheiten gängig: An einer Seite des an der Last befestigten Waagscheits wird das stärkste der drei Tiere eingespannt. Auf der anderen Seite eine Spielwaage mit zwei Ortscheiten eingehängt, an denen die anderen beiden Pferde eingespannt wurden.
Im landwirtschaftlichen Bereich wurden vor allem bei schweren Arbeiten wie etwa Pflügen häufig verschiedene Zugtiere wie Rinder und Pferde nebeneinander gespannt. Da Rinder mehr Zugkraft als Pferde besitzen, wurde das Rind auf der einen Seite und das Pferdepaar auf anderen Seite eingespannt.